# Heart Beat !
Heart Beat！（ハートビート）は、2013年4月より同9月まで（第1シーズン）tvkにて放送していた音楽番組。
第2シーズンが2014年4月より放送予定。
番組内表記、および正式タイトルはすべて大文字で"HEART BEAT"で、"！"は無い。

## 概要
ネクストブレイクアーティスト達を超音速で先取り紹介。ライブハウスでの公開収録を行い、そのライブステージの映像を紹介していく。

## MC

### 第1クール
- 音楽の仙人、MASTER NOTE（マスターノート、声：アンキラス・タカ）が番組ナビゲーターをつとめる。

### 第2クール
- 三井マオ - エンディング曲『my way』も担当。

## スタッフ

### 第1クール
- 構成：廣瀬公乃
- ブレーン：有賀達也（タッチプランニング）
- ロゴデザイン：松本眞弓
- キャラクターデザイン：藁（わら）
- 技術：インテック
- 編集・MA：オムニバス・ジャパン
- 音効：園崎美音
- 撮影協力：shibuya  THE　GAME　二子玉川 KIWA
- 協力：エレクトリックドーナッツ　小松田コユキ
- 司会進行：浅川実季
- アーティストリサーチ：SAKAE☆H
- 制作デスク：林知也（タッチプランニング）
- AD：小島拓己（タッチプランニング）
- ディレクター：高瀬徹
- 演出：松本憲一（タッチプランニング）
- 制作プロデューサー：川村良彦
- プロデューサー：熱田和哉（タッチプランニング）、根岸良一
- エグゼクティブプロデューサー : 檜山正
- 制作協力：株式会社タッチプランニング
- 製作著作：エピキュラス、Earth Song Production

### 第2クール
- 構成・演出：麻田俊行
- ディレクター：林栄良、池田美耶子
- カメラ：竹下権優、島根義明
- ライブSW：原嶋昇
- CGデザイン：KEYAKI WORKS
- 編集：アポロ・プロダクション
- MA：1991
- 協力：小松田コユキ（エレクトリックドーナッツ）、宗像洋斗（TIES）
- アーティストリサーチ：檜山栄
- ヘアメイク：Surface 井上直洋
- ナビゲーター/エンディング曲：三井マオ
- プロデューサー：根岸良一、浅川実季
- 制作プロデューサー：川村良彦
- エグゼクティブプロデューサー：檜山正
- 制作協力：アポロ・プロダクション
- 製作・著作：株式会社エピキュラス、Earth Song Production

## コーナー
- 『Oh～しやんずの部屋』　番組レギュラーとなったTHE OCEAN'Sによるトークコーナー。4回よりスタート。

## 出演アーティスト
第1シーズン
| 放送回 | 収録日/会場                | 放送日    | 出演アーティスト/『曲名』(放映順） |
| ------ | -------------------------- | --------- | --- |
| 1      | 2013/3/18＠渋谷 THE GAME   | 2013/4/12 | - NEKO PUNCH 『Go Baby!』 - THE OCEAN'S 『JOIN MY LIFE』 - Crow x Class ～黒鴉組～ 『黒恍蝶』 - -URs- U jisung 『Sky Dreamer』 - 一穂 『存在』 - INERTIA CREEPS 『Twinkle』                                                                                  |
| 2      | 2013/4/4＠渋谷 THE GAME    | 2013/4/26 | - 三井マオ 『my way』 - THE OCEAN'S 『OVERTURE』 - プロスペロー 『カナリア』 - CREA 『LINK』 - el 『星空の欠片』 - トランスファーマー 『一人じゃない』 - my set wire 『決められた世界』 - Liar Ghost 『Dear!!』                                              |
| 3      | 2013/4/18＠渋谷 THE GAME   | 2013/5/10 | - まいxなお 『春のハーモニー』 - arrival art 『pray』 - LioneL 『グッドモーニング』 - ウルエ 『カルネ』 - THE OCEAN'S 『Want U』 - モンエルブ 『未完成』 |
| 4      | 2013/4/25＠二子玉川 KIWA   | 2013/5/24 | - KANDO BANDO 『Life is Beautiful』 - 白雪 snow white 『EVER』 - No.09 『in the room』 - THE OCEAN'S 『NO BORDER』 - Rose & Rosary 『フロントライン』 - Pledge of dolls 『戦浄戦歌』                                                                         |
| 5      | 2013/5/16＠渋谷 THE GAME   | 2013/6/14 | - THE OCEAN'S 『5th Element』 - The Reminder 『Can you feel the Vibration』 - かたつむり 『たまご』 - 廃人トニック006 『アイスクリームベイビー』 - LiFE IS PUSSiES 『stray cat pussies』                                                                     |
| 6      | 2013/5/30＠渋谷 THE GAME   | 2013/6/28 | - しかバンビ 『As it is』 - THE OCEAN'S 『Shot Caller』 - Aive 『Polychrome』 - Ori-ska 『Imagenation』 - 月宵 『Transitry』 - 秋色ガール 『真夜中回路』 |
| 7      | 2013/6/13＠二子玉川 KIWA   | 2013/7/12 | - クレヨンイーター 『水槽』 - NoonMooon 『大切な人に』 - THE OCEAN'S 『You Don't Know』 - MAMINA 『ひとり酒』 - 井上水晶 『GIRLS TALK』 |
| 8      | 2013/6/27＠二子玉川 KIWA   | 2013/7/26 | - 渡辺あゆ香 『summer vacation』 - ANDROMEDA 『オフィーリア』 - Neontetra 『春日和』 - THE OCEAN'S 『SUNSET』 - taa. 『melbin』 |
| 9      | 2013/7/11＠二子玉川 KIWA   | 2013/8/9  | - ÷１ 『call out』 - SONIC RADIO 『Painter』 - THE OCEAN'S 『Party Party』 - TWIN SOUL 『follow way～帰り道～』 |
| 10     | 2013/7/25＠六本木 Bee-Hive | 2013/8/23 | - THE OCEAN'S 『OVERTURE』 - VOBAVOBA 『ふたりぼっち』 - Towa 『Forte』 - LA★ROCCA 『PINKY PUNKY PARTY』 - ビッケブランカ 『ココラムウ』 |
| 11     | 2013/8/1＠六本木 Bee-Hive  | 2013/9/13 | - SOUL CRY 『君となら』 - 蟲ふるう夜に 『一緒に逃げよう』 - 上田仁 『KUROFUNE～江戸浪漫』 - THE OCEAN'S 『NO BORDER』 - 音夢食堂 『SALARY DOG.』 - Shaka 『Special Birthday』                                                                                |
| 12     | 2013/8/15＠六本木 Bee-Hive | 2013/9/27 | - sNeak uniQue 『obstinacy GIRL』 - SPIN 『夏のしもべ』 - NEKO PUNCH 『Go Baby!』 - さくまひでき 『命～2011からのメッセージ～』 - THE OCEAN'S 『Want U』 - uNica 『皐月』 - youko 『Stay by my side』 - Dr.UNDY 『Shiny Day』 - 真友ジーン. 『あかるいうた』 |